# Steven Enoch
Steven Coy Enoch (Norwalk, Connecticut, USA; 18 de septiembre de 1997) es un jugador de baloncesto con nacionalidad estadounidense y armenia. Con 2,08 metros de altura juega en la posición de pívot. Actualmente pertenece a la plantilla del Aris BC de la A1 Ethniki de Grecia.

## Trayectoria deportiva

### Universidad
Es un pívot formado durante dos temporadas en Connecticut Huskies y otras dos temporadas en Louisville Cardinals, en las que durante la temporada 2019-20 promediaría 9'5 puntos y 5'6 rebotes por encuentro.

#### Estadísticas
| Año     | Equipo     | PJ       | PT       | MPP      | %TC      | %3P      | %TL      | RPP      | APP      | ROB      | TPP      | PPP      |
| ------- | ---------- | -------- | -------- | -------- | -------- | -------- | -------- | -------- | -------- | -------- | -------- | -------- |
| 2015–16 | UConn      | 27       | 0        | 7.0      | .543     | –        | .429     | 1.5      | .0       | .0       | .1       | 1.6      |
| 2016–17 | UConn      | 29       | 3        | 12.1     | .410     | .000     | .682     | 2.3      | .1       | .2       | .6       | 3.4      |
| 2017–18 | Louisville | Redshirt | Redshirt | Redshirt | Redshirt | Redshirt | Redshirt | Redshirt | Redshirt | Redshirt | Redshirt | Redshirt |
| 2018–19 | Louisville | 34       | 14       | 19.1     | .528     | .359     | .818     | 5.2      | .2       | .2       | .6       | 9.4      |
| 2019–20 | Louisville | 31       | 28       | 20.4     | .516     | .333     | .740     | 5.6      | .4       | .3       | .6       | 9.5      |
| Total   | Total      | 121      | 45       | 15.1     | .507     | .343     | .736     | 3.8      | .2       | .2       | .5       | 6.2      |

### Profesional
Tras no ser drafteado en 2020, el 25 de julio de 2020 se conoce su fichaje por el Monbus Obradoiro de la Liga ACB por una temporada, en lo que sería su debut profesional.
El 19 de agosto de 2021 firmó contrato por dos temporadas con el Saski Baskonia, también de la liga ACB.
El 3 de julio de 2023, firma por el Türk Telekom Basketbol Kulubü de la BSL de Turquía.
El 29 de julio de 2024 firmó con el Rytas Vilnius de la liga lituana (LKL) y la BCL.
El 9 de agosto de 2025 firmó por dos temporadas con el Aris BC de la A1 Ethniki griega.

### Internacional
Pese a no tener ninguna conexión familiar con Armenia, Enoch recibió la ciudadanía de ese país para representarlos en el Eurobasket Sub-20 de 2016, como parte de un proyecto de la Federación de Baloncesto de Armenia para fortalecer su equipo nacional.